# Theo Ruijs
Theodorus George Petrus Maria (Theo) Ruijs (Utrecht, 8 december 1947) is een Nederlands christendemocratisch politicus, bestuurder, ondernemer en voormalig wethouder in de gemeente Zeist. Ruijs is een van zeven kinderen van ondernemer Piet Ruys (1899-1994).
Ruijs studeerde econometrie aan de Katholieke Hogeschool Tilburg en werkte bij het Raadgevend Bureau Berenschot, het ministerie van Welzijn, Volksgezondheid en Cultuur (WVC), de gemeente Zeist en Arthur Andersen Business Consulting. Ruijs zat voor het CDA 20 jaar in de gemeenteraad van Zeist (1978 – 1998) waarvan drie raadsperiodes (1986-1998) als wethouder. Ruijs was samen met zijn broers Gerard Ruijs en Jos Ruijs tot aan zijn pensionering directeur van het familiebedrijf Hotel Theater Figi (1998-2016). 
Gedurende zijn hele loopbaan was Ruijs actief in legio lokale en landelijke maatschappelijke bestuursfuncties op het gebied van sport, zorg, onderwijs, energie, historie, horeca, toerisme en ondernemerschap. Na zijn pensionering werd Ruijs penningmeester van de Stichting Nationaal Park Utrechtse Heuvelrug en hij is bestuurslid van de Stichting Vrienden van Eyckenstein in Maartensdijk.